# Верифікація
Верифіка́ція (пізньолат. verificatia — підтвердження; лат. verus — істинний, facio — роблю) — доказ того, що твердження є істинним. 

## Загальна характеристика
Термін використовується залежно від того, як обґрунтовується істина: базується вона на приведенні одного доказу або аргументу — чи вона повинна підтверджуватися можливістю багаторазового відтворювання, тобто перевірятися практикою.
Перевірка, підтвердження, метод доказів будь-яких теоретичних положень, алгоритмів, програм і процедур шляхом їх зіставлення з досвідченими (еталонними або емпіричними) даними, алгоритмами і програмами
Методика розпізнавання на відповідність правді.
В науці: логіко-методологічна процедура встановлення істинності наукової гіпотези (так само як і поодинокого, конкретно-наукового твердження) на підставі їхньої відповідності емпіричним даним (пряма або безпосередня верифікація) або теоретичним положенням, що відповідають емпіричним даним (непряма верифікація). У рамках логічного позитивізму принцип верифікованості розуміється критеріально вичерпним способом апробації наукових тверджень, які розуміються як «протокольні припущення» як фіксації даних безпосереднього досвіду: твердження, котрі виходять за рамки «протокольних пропозицій» трактуються як такі, що неверифікуються, у випадку чого в дію вступає принцип фальсифікації.

## Інтернет-ресурси
- Verifizierung von Lexikoneinträgen
- VeriFun, ein semiautomatischer Beweiser für funktionale Programme